# WMBQ-CD
WMBQ-CD é uma emissora de televisão estadunidense com sede em Nova York, no estado homônimo. Opera no canal 46 (12 VHF digital), e é afiliada a First Nations Experience (FNX). Pertence a WNET.org, que é proprietária de duas emissoras irmãs membras da PBS, a WNET (canal 13), licenciada para Newark, Nova Jersey, e a WLIW (canal 21), licenciada para Garden City, Nova York, e de outra afiliada de baixa potência da FNX licenciada para Nova York, a WNDT-CD, além de controlar a rede estadual membro da PBS para Nova Jersey, a NJ PBS. A emissora compartilha equipamentos de transmissão com a WNET e a WNDT-CD no topo do One World Trade Center.

## História

### W22BM e WLBX-LP (1997-2004)
Uma licença de construção para uma emissora de televisão no canal 22 UHF em Cranford, Nova Jersey foi concedida ao locutor de rádio Craig Fox com o prefixo W22BM em 11 de fevereiro de 1993. A emissora entrou no ar em 13 de março de 1997. O prefixo foi alterado para WLBX-LP em 24 de abril de 1998. A emissora era inicialmente uma afiliada da The Box, até a aquisição da rede pela Viacom (por meio da subsidiária MTV Networks) em 1999, encerrando as operações nos Estados Unidos em 1° de janeiro de 2001. A emissora então passou a ser afiliada da MTV2, como muitas outras emissoras que eram afiliadas da Box. 

### WMBQ-CA (2004-2012)
O prefixo da emissora foi alterado para WMBQ-CA em 19 de março de 2004. Em 2006, a Renard Communications Corp. (a empresa controlada por Craig Fox que detinha a emissora) começou a fazer a transição para um novo estúdio e transmissor que estava sendo construido em Manhattan. Devido a essa mudança, a WMBQ-CA foi deslocada do canal 22 para o canal 46, e a cidade de licença foi alterada de Cranford para Nova York. Em 2006, passou a ser afiliada da Cornerstone Television.
Em 17 de janeiro de 2007, a emissora saiu do ar, supostamente como resultado da mudança para um novo local do transmissor, retornando ao ar em 16 de janeiro de 2008. Em 17 de agosto de 2007, a Renard Communications Corp. anunciou que venderia suas três emissoras para a Equity Media Holdings por $ 8 milhões. No entanto, a transação tinha um prazo de fechamento definido para 1º de junho de 2008, e qualquer uma das partes poderia cancelar a venda se ela não fosse concluída até então. A venda não foi consumada até 19 de junho daquele ano, já que a empresa estava fazendo cortes no orçamento em várias áreas. Mais tarde naquele ano, a Equity Media Holdings entrou em concordata. 
Em 26 de abril de 2011, a emissora saiu do ar novamente, iniciando a transição para o sinal digital digital. Em julho, a Renard vendeu a WMBQ-CA por $ 5.250.000 para a Prime Time Partners LLC.

### WMBQ-CD (2012-atual)

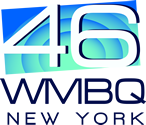
Antigo logotipo da emissora, utilizado de 2012 a 2013.

O prefixo da emissora foi alterado para WMBQ-CD em 23 de abril de 2012, quando a emissora retornou as operações, em sinal digital. A programação de infomerciais passou a ser exibida por 24 horas. Em 2013, a emissora passou a ser afiliada da rede Soi TV, após esta ter sido removida do terceiro subcanal da WNJU, onde havia sido transmitida por um ano. A programação da Soi deixou de ser exibida em junho de 2014, sendo substituída pela Biz TV, tornando a WMBQ-CD a primeira emissora a transmitir programação voltada a negócios e finanças no mercado de TV da cidade de Nova York desde que a WBIS (canal 31, hoje WPXN-TV) exibiu programação com o mesmo formato de 1996 a 1998.

#### Venda do espectro e doação para a WNET
No leilão de incentivo da Federal Communications Commission (FCC), a WMBQ-CD vendeu seu espectro por $ 28.313.224 e indicou que entraria em um acordo de compartilhamento de canal pós-leilão. Em 29 de setembro de 2017, a emissora fechou um acordo de compartilhamento de canal com a WNET (canal 13). Simultaneamente, a Prime Time Partners concordou em doar a WMBQ-CD para a WNET. A doação foi concluída em 22 de dezembro de 2017. No dia seguinte, a WMBQ-CD foi retirada do ar enquanto a WNET se preparava para mover o transmissor compartilhado para o One World Trade Center. A emissora voltou ao ar em novembro de 2018 como afiliada da MHz Worldview. Como a WNDT-CD, a WMBQ-CD exibia o NJTV News (produzido pela NJTV, atualmente NJ PBS) e um programa produzido localmente, Metrofocus. Após a MHz Networks anunciar em janeiro que a MHz Worldview encerraria as operações em 1° de março de 2020 para prosseguir somente no streaming digital, a WNET afiliou a WMBQ-CD com a First Nations Experience.

## Sinal digital
| PSIP | Canal digital | Resolução de vídeo | Programação                                                 |
| ---- | ------------- | ------------------ | ----------------------------------------------------------- |
| 46.1 | 12 VHF        | 480i               | Programação principal da WMBQ-CD / First Nations Experience |

Em 23 de abril de 2012, a emissora ativou seu subcanal digital no canal 46.2 exibindo informeciais. Em 2014, o subcanal 46.2 passou a ser afiliado do Hope Channel, e o canal 46.3 foi ativado, exibindo programação da rede religiosa de lingua espanhola EEE. Estes subcanais foram mantidos até 23 de dezembro de 2017, quando foram desativados junto ao canal principal para o início da transição para o compartilhamento de canal da WNET, não retornando em novembro de 2018.

### Transição para o sinal digital
A emissora encerrou suas operações no canal 46 UHF analógico em 26 de abril de 2011, ficando fora do ar até 23 de abril do ano seguinte, quando retornou por meio do canal 46 UHF digital.